# Win Maung
Win Maung est un nom birman ; les principes des noms et prénoms ne s'appliquent pas ; U et Daw sont des titres de respect.
Mahn Win Maung (17 avril 1916 - 4 juillet 1989), est un homme d'État birman. Il fut le troisième président de la Birmanie. Il fut nommé par le Premier ministre U Nu en mars 1957 et renversé par le coup d'État militaire du général Ne Win en 1962.

## Biographie
Mahn Win Maung est un Karen, né le 17 avril 1916 dans le village de Lae Sait, municipalité Kyun Pyaw, district de Pathein, dans la Région d'Ayeyarwady. Ses parents s'appelaient U Shwe Yin et Daw Thar Yar. En 1937, il obtint un baccalauréat ès arts au Judson College de Rangoon.
Il occupa plusieurs postes ministériels entre 1947 et 1956 : ministre des Mines et du Travail, ministre des Transports et des Télécommunications, Ministre de la mer, de l'air et de la navigation. Il fut nommé président le 17 mars 1957, en remplacement de Ba U.
Après le coup d'État de Ne Win, il fut emprisonné jusqu'en octobre 1967. Il est mort à Rangoon le 4 juillet 1989.